# Morenazi
Morenazi é um termo pejorativo para descrever pessoas não-brancas, ou, mais diretamente mestiços e negros neonazistas, que mostram apoio ou simpatia pelo nacional-socialismo, Alemanha nazista, culto à personalidade de Adolf Hitler e mais diretamente ao supremacismo branco. Grupos neonazistas na América do Norte e Europa, não consideram morenazis como parte do neonazismo, pois não são pessoas caucasianas.
As pessoas classificadas como morenazistas costumam argumentar que simpatizam com o nacional-socialismo por causa de sua "defesa" do tradicionalismo, da pátria, do revisionismo histórico-político e do antissionismo. Registra-se que os grupos morenazis, além de seu discurso xenófobo, também apresentam homofobia, transfobia e anticomunismo, razão pela qual para alguns fazem parte da extrema direita.

## Nomenclatura
O termo surgiu após a Segunda Guerra Mundial, pois o discurso da pureza racial branca conseguiu se infiltrar em alguns movimentos nacionalistas críticos ao sistema democrático republicano na América Latina e Espanha. Os morenazis recebem o estereótipo típico de sua antiga parte norte-americana e europeia: discursos racistas, especificamente antissemita, de superioridade racial em favor dos brancos, teorias da conspiração como perseguição aos brancos, e repúdio aos imigrantes não brancos.